# Nosferatu le vampire
Pour les articles homonymes, voir Nosferatu.
Ne doit pas être confondu avec Nosferatu, fantôme de la nuit.
Pour plus de détails, voir Fiche technique et Distribution.
Nosferatu le vampire (Nosferatu, eine Symphonie des Grauens) est un film muet allemand réalisé par Friedrich Wilhelm Murnau sorti en 1922, adapté du roman Dracula, bien qu'il ne fût pas autorisé par les détenteurs des droits d’auteur.
Pour cette raison, certains noms et détails ont été changés par rapport au roman. Le comte Dracula devient ainsi le comte Orlock. Le film fit l'objet d'un procès intenté par la veuve de l'écrivain, qui aboutit en 1925 à un jugement exigeant la destruction de toutes les copies. Jugement qui ne fut pas appliqué ; plusieurs copies circulèrent dès les années 1930 aux États-Unis et en France.
C'est un des premiers films d'horreur, genre dont Murnau est un des pionniers, et un des grands chefs-d'œuvre du cinéma expressionniste allemand. Le comte Orlock a marqué les esprits au point de devenir lui-même une icône du cinéma.

## Synopsis
En 1838, dans la ville fictive de Wisborg, Thomas Hutter, un jeune clerc de notaire ayant fait un heureux mariage avec Ellen, doit partir pour la Transylvanie afin de vendre une propriété au comte Orlock, qui désire avoir une résidence dans la ville. Après un périple sur une terre d'ombres, le jeune homme est accueilli au sein d’un sinistre château par le comte. Durant la transaction, Orlock aperçoit une miniature d’Ellen, qui le fascine et décide d’acquérir le bâtiment — proche de la maison du couple — qui lui est proposé. Hutter, hôte du comte, ne tardera pas à découvrir la véritable nature de celui-ci. Alors Nosferatu cheminera vers sa nouvelle propriété, répandant dans son sillage une épidémie de peste. Ellen, bientôt en proie aux mains griffues de Nosferatu qui la convoite, laissera le comte faire d’elle sa victime en sacrifiant son sang au vampire pour sauver la ville frappée par la peste.

## Fiche technique
Sauf indication contraire, les informations mentionnées dans cette section peuvent être confirmées par la base de données cinématographiques IMDb,  présente dans la section « Liens externes ».
- Titre français : Nosferatu le vampire
- Titre original : Nosferatu, eine Symphonie des Grauens
- Réalisation : Friedrich Wilhelm Murnau
- Scénario : Henrik Galeen, d'après le roman de Bram Stoker Dracula
- Musique : Hans Erdmann
- Décors et costumes : Albin Grau
- Photographie : Fritz Arno Wagner
- Production : Enrico Dieckmann, Albin Grau
- Société de production[3] : Prana Film Berlin GmbH
- Société de distribution : Film Arts Guild
- Pays de production : Allemagne  République de Weimar
- Genre : Horreur et fantastique
- Format : Noir et blanc - 35 mm - 1,33:1 - Muet
- Durée : 1 967 m soit environ 94 minutes[4]
- Dates de sortie[5] : 
  - République de Weimar : 4 mars 1922 (Berlin), 6 août 1922 (sortie nationale)
  - France : 27 octobre 1922 (Ciné-Opéra, Paris)[6],[7].
  - États-Unis : 3 juin 1929

## Distribution
- Max Schreck : le comte Orlock / Nosferatu
- Gustav von Wangenheim : Thomas Hutter
- Alexander Granach : Knock
- Greta Schröder : Ellen Hutter
- Georg H. Schnell : Harding
- Ruth Landshoff : Ruth, la sœur d'Harding
- John Gottowt : le professeur Bulwer
- Gustav Botz : le professeur Sievers
- Max Nemetz : le capitaine de l'Empusa
- Wolfgang Heinz : le premier matelot de l'Empusa
- Heinrich Witte : le garde de l'asile
- Guido Herzfeld : un gardien
- Karl Etlinger : un étudiant du professeur Bulwer
- Hardy von François : le docteur à l'hôpital
- Fanny Schreck : l'infirmière à l'hôpital
- Albert Venohr : matelot de l'Empusa
- Loni Nest : enfant à la fenêtre

## Production

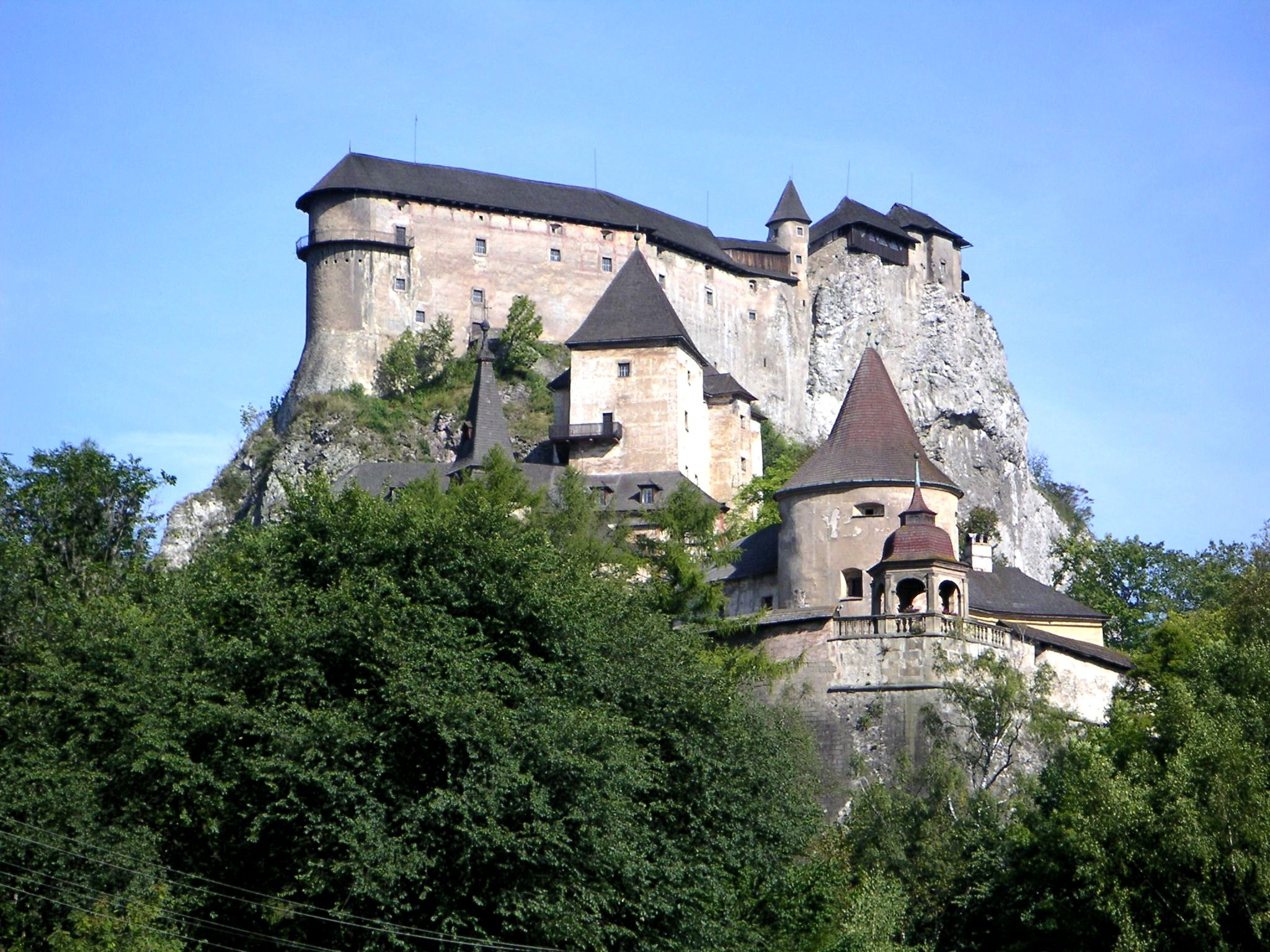
Le château d'Orava où a été tourné le film.

Albin Grau est à l'origine du film. Pendant la Première Guerre mondiale, un paysan serbe lui aurait confié une histoire de vampire. En 1921, il fonde avec Enrico Dieckmann, la maison de production Prana Film Berlin GmbH. Les coproducteurs sont tous les deux férus d'occultisme. Ils souhaitent spécialiser leurs productions sur des thèmes liés au fantastique. Nosferatu sera le premier film produit.
Mais réaliser un film en s'inspirant du Dracula de Bram Stoker se heurte aux faibles moyens de Prana Film qui ne s'acquitte pas des droits d'auteur (ce qui conduira Prana Film à la faillite). Albin Grau demande à Henrik Galeen, scénariste du Golem (1920) de rédiger le scénario en modifiant les noms et l'histoire. Albin Grau est aussi graphiste, c'est en réalisant l'affiche de La Marche dans la nuit qu'il rencontre Friedrich Wilhelm Murnau et lui propose la réalisation du film.

### Scénario
Le scénario de Henrik Galeen, adapté du Dracula de Bram Stoker paru en 1897, prend plusieurs libertés par rapport à cette œuvre. Tout d'abord, il y a un changement de lieu puisque l'action se passe dans la ville imaginaire de Wisborg au lieu de Londres. La ville fictive de Wisborg est largement inspirée des villes de Wismar et de Lübeck où les scènes ont été tournées. Les noms des personnages ont été aussi modifiés par rapport au roman : Jonathan Harker devient Thomas Hutter, Mina Murray devient Ellen, Dracula devient le comte Orlock, Renfield devient Knock. Ces modifications ont été motivées par le faible budget dont disposait le film et qui lui interdisait le versement de droits d’auteur. Ensuite, le vampire se présente à Hutter sous la forme d’un loup-garou (ici représenté sous la forme d’une hyène brune), s’inspirant ainsi de L’Invité de Dracula, premier chapitre retiré du roman original et publié sous forme d’une nouvelle quelques années plus tard. Enfin, la lumière du jour peut tuer le vampire (alors que dans le roman, Dracula se promène à Londres, en pleine journée). Néanmoins, la trame narrative est respectée.

### Interprétations

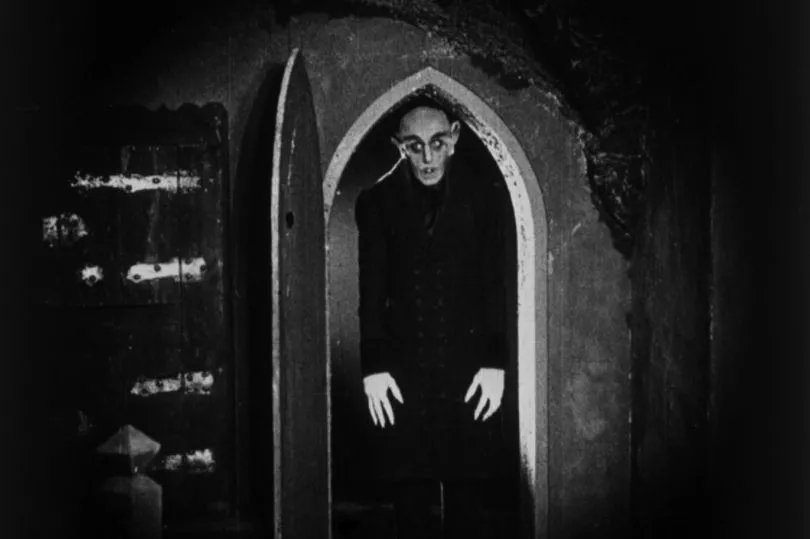
Max Schreck dans le rôle d'Orlock dans une scène du film.

Le rôle du vampire est interprété par Max Schreck, il s'agit alors de son neuvième film après deux ans de carrière cinématographique. Acteur de théâtre issu de la troupe de Max Reinhardt, il tournera à nouveau pour Murnau en 1924 dans les Finances du grand-duc. Acteur à la morphologie particulière, de grande taille et anguleux, il joue de ce physique en adoptant des gestes raides et lents qui accentuent le caractère horrifique du vampire. Il apparaît d'abord sous l'apparence du cocher qui conduit le héros du film au château du comte. L'interprétation du comédien fut tellement marquante qu'elle fut à l'origine d'une légende colportée par l'auteur Ado Kyrou qui faisait de Schreck, dont le nom signifie « peur » en allemand, un authentique vampire.

### Décors et costumes
Le coproducteur Albin Grau, à l'origine du projet de film, est aussi décorateur, en réalisant les costumes, les décors, les dessins et le matériel promotionnel, il apporte beaucoup à l'aspect et à l'esprit du film. Pour l'allure du personnage Nosferatu, il s'inspire des tableaux de Hugo Steiner-Prag, illustrateur du roman de Gustav Meyrink Le Golem.
Passionné d'occultisme, il imprégna le film de références mystiques et hermétiques. Le souci du détail et de la véracité, allié à ses connaissances occultes le conduit à soigner la lettre de Nosferatu que l'on voit en gros plan seulement quelques secondes.

### Tournage

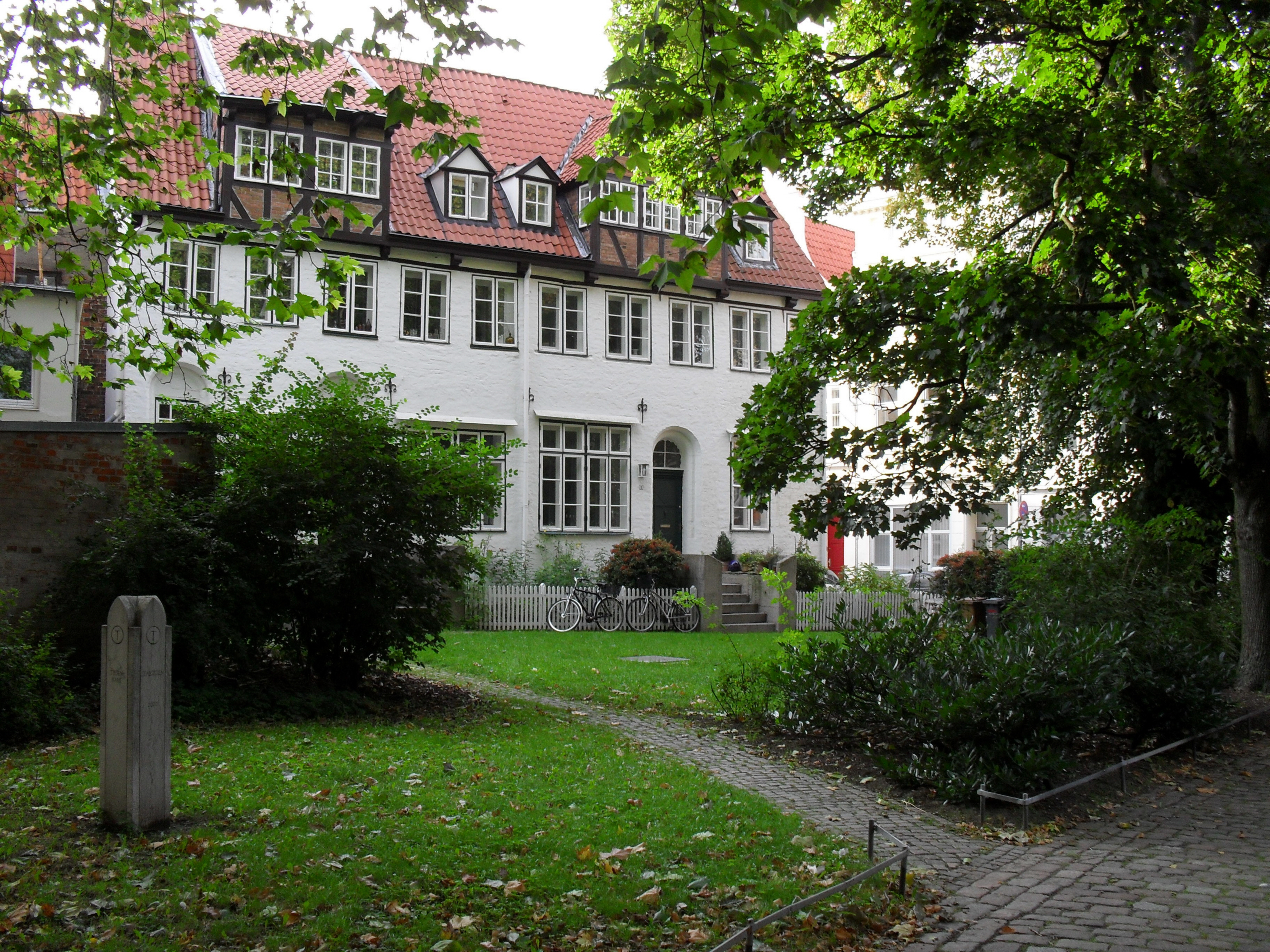
La maison de Hutter à Lübeck.

Le tournage débute en juillet 1921 et la plupart des scènes se déroulant dans la ville de Wisborg sont tournées dans les villes de Wismar et de Lübeck. On peut y voir notamment la place du marché de Wismar avec la Wasserkunst et des monuments comme l'église Heiligen-Geist-Kirche ainsi que la Wassertor. C'est au grenier à sel de Lübeck (Salzspeicher), abandonné à l'époque, que furent tournées les scènes où l'on voit la maison achetée par le comte Orlock à Wisborg. D'autres scènes ont été tournées à Lauenburg, Rostock et Sylt.
L'équipe de tournage se déplacera ensuite en Slovaquie, dans les Carpates pour filmer les scènes censées se dérouler en Transylvanie. Le château d'Orava va servir de décor pour le château du comte Orlock. Des lieux situés à proximité du château serviront pour le tournage comme la ville de Dolný Kubín où Hutter fait une halte lors de son voyage, la rivière Váh, où a été tourné le voyage en radeau avec les cercueils. Les Hautes Tatras serviront aussi de décor représentant la Transylvanie.

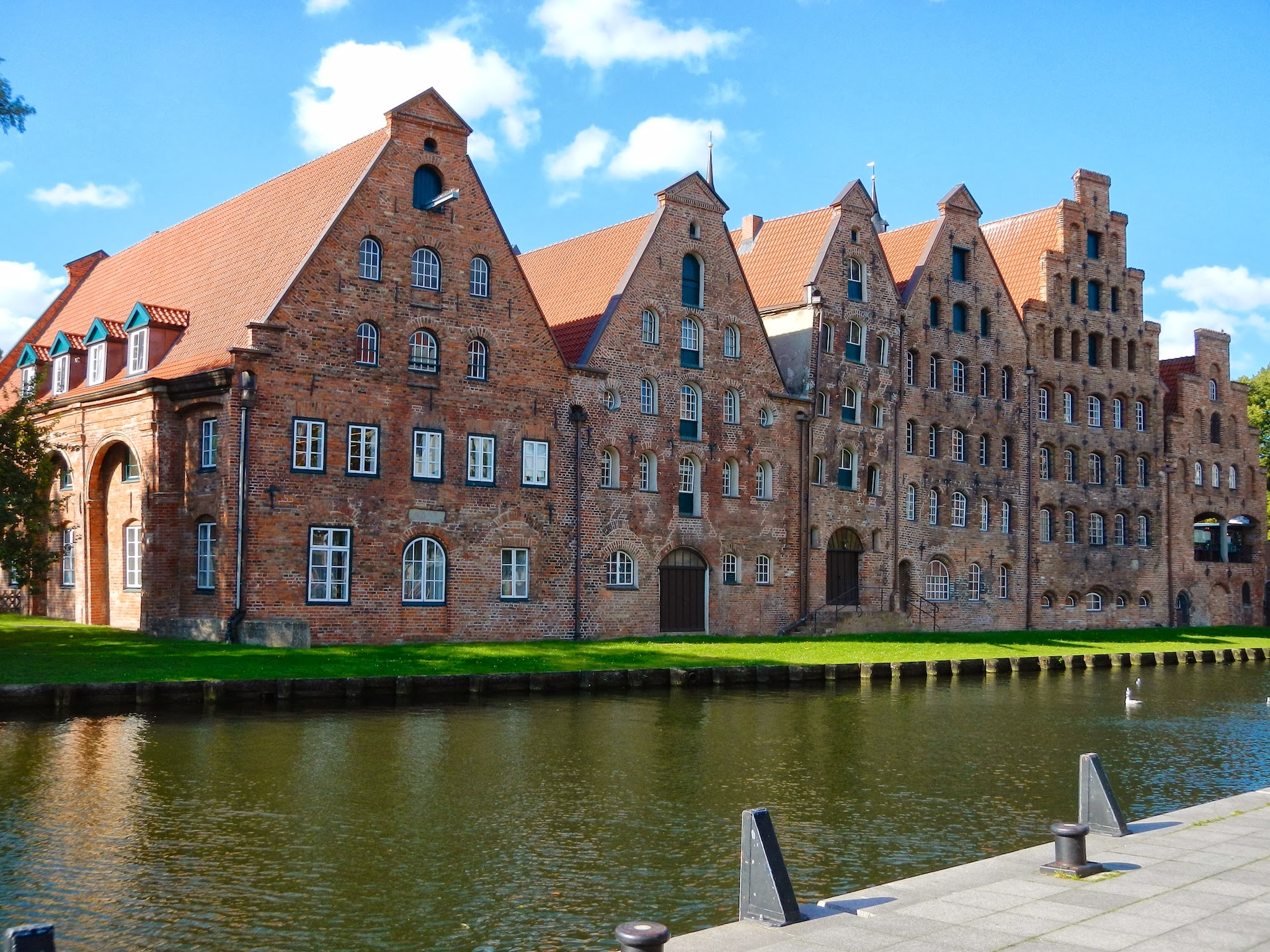
Grenier à sel de Lübeck a servi de décor à la maison d'Orlock à Wisborg
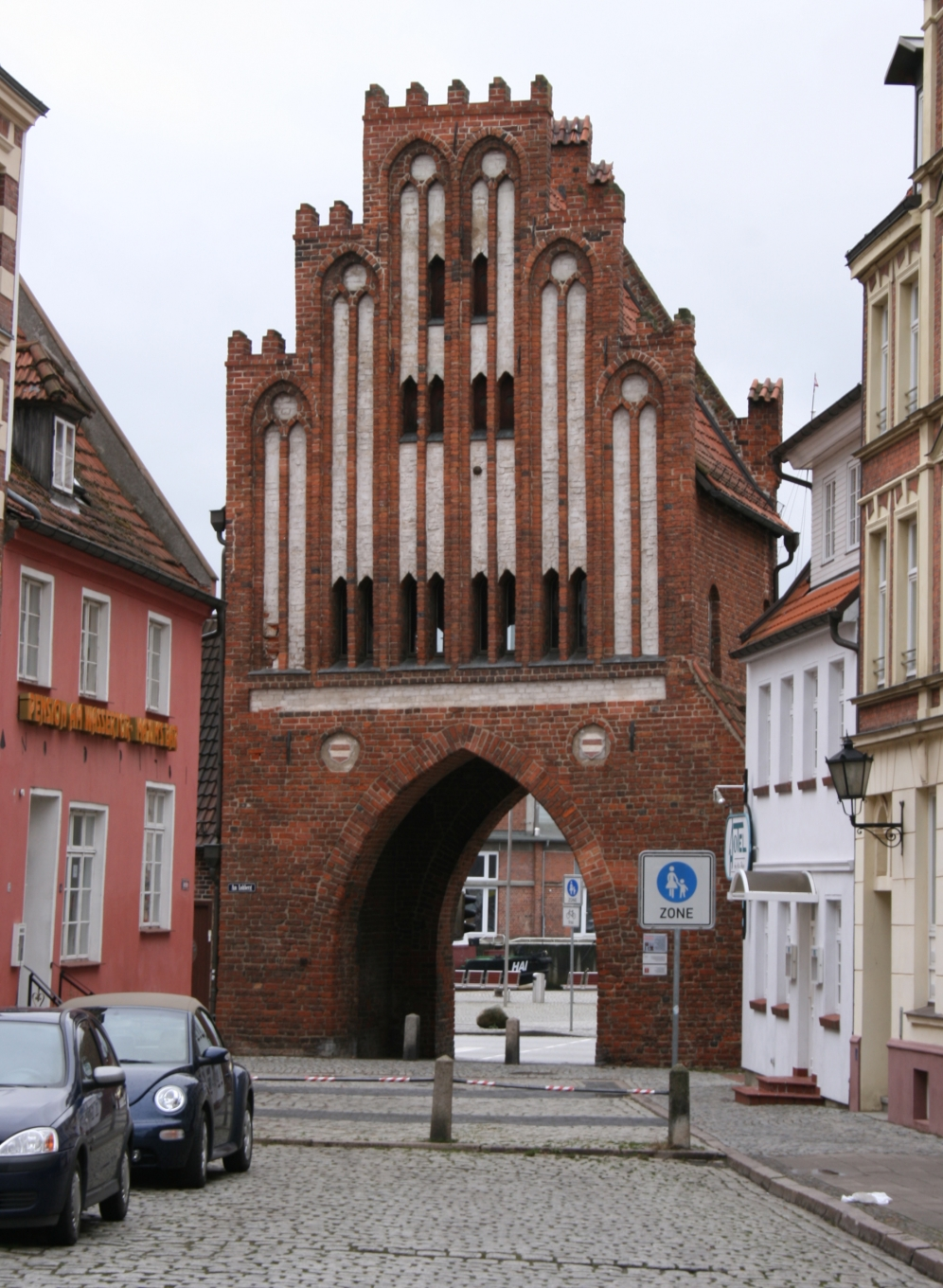
Wassertor de Wismar comme porte du port de Wisborg
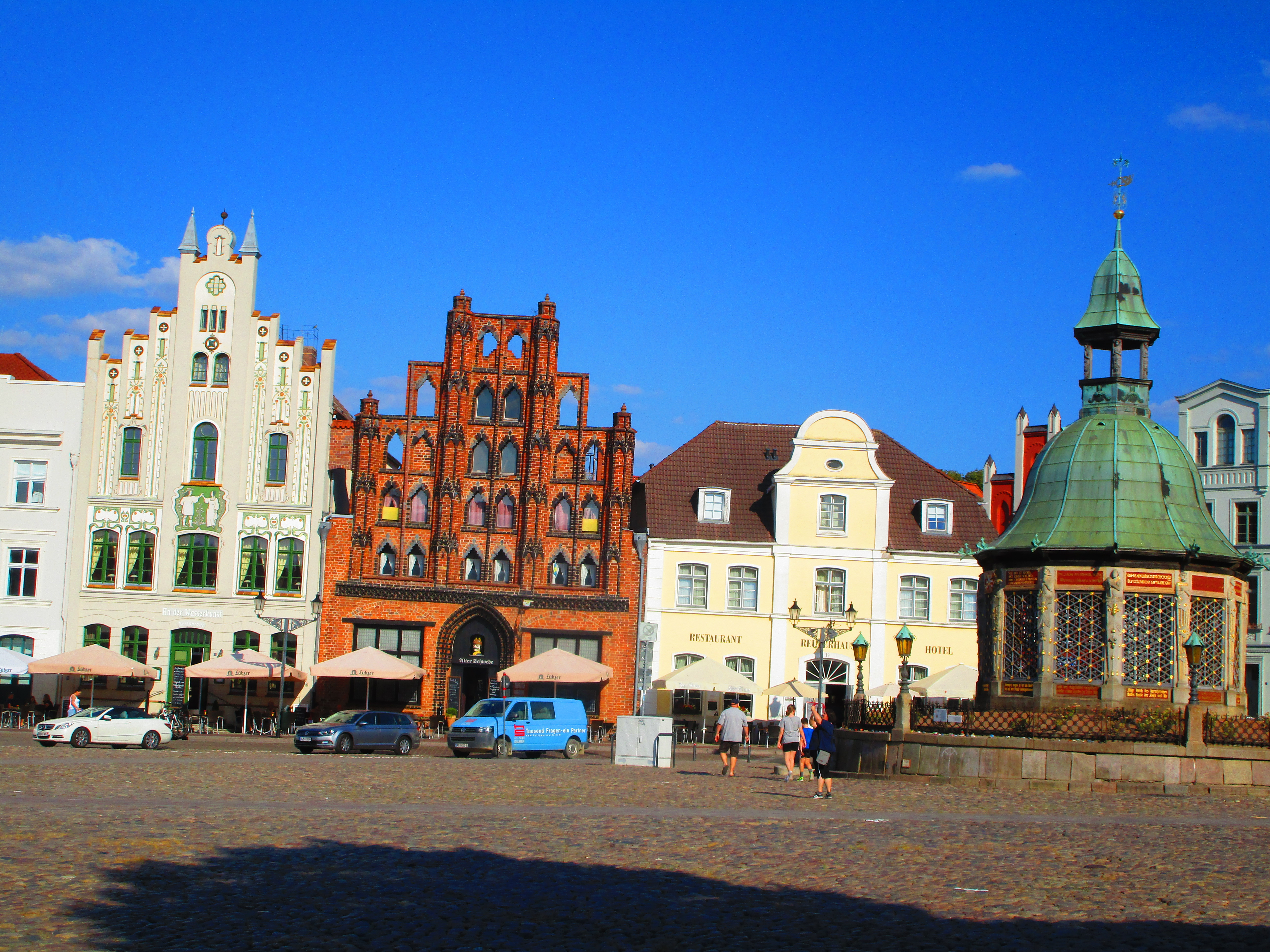
L'art aquatique de Wismar
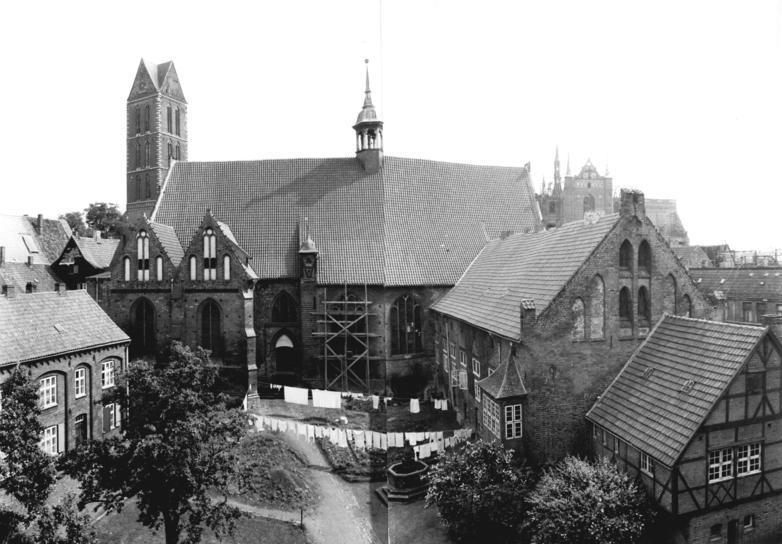
Cour de la Heiligen-Geist-Kirche à Wismar pour le départ de Hutter (Photo 1970)
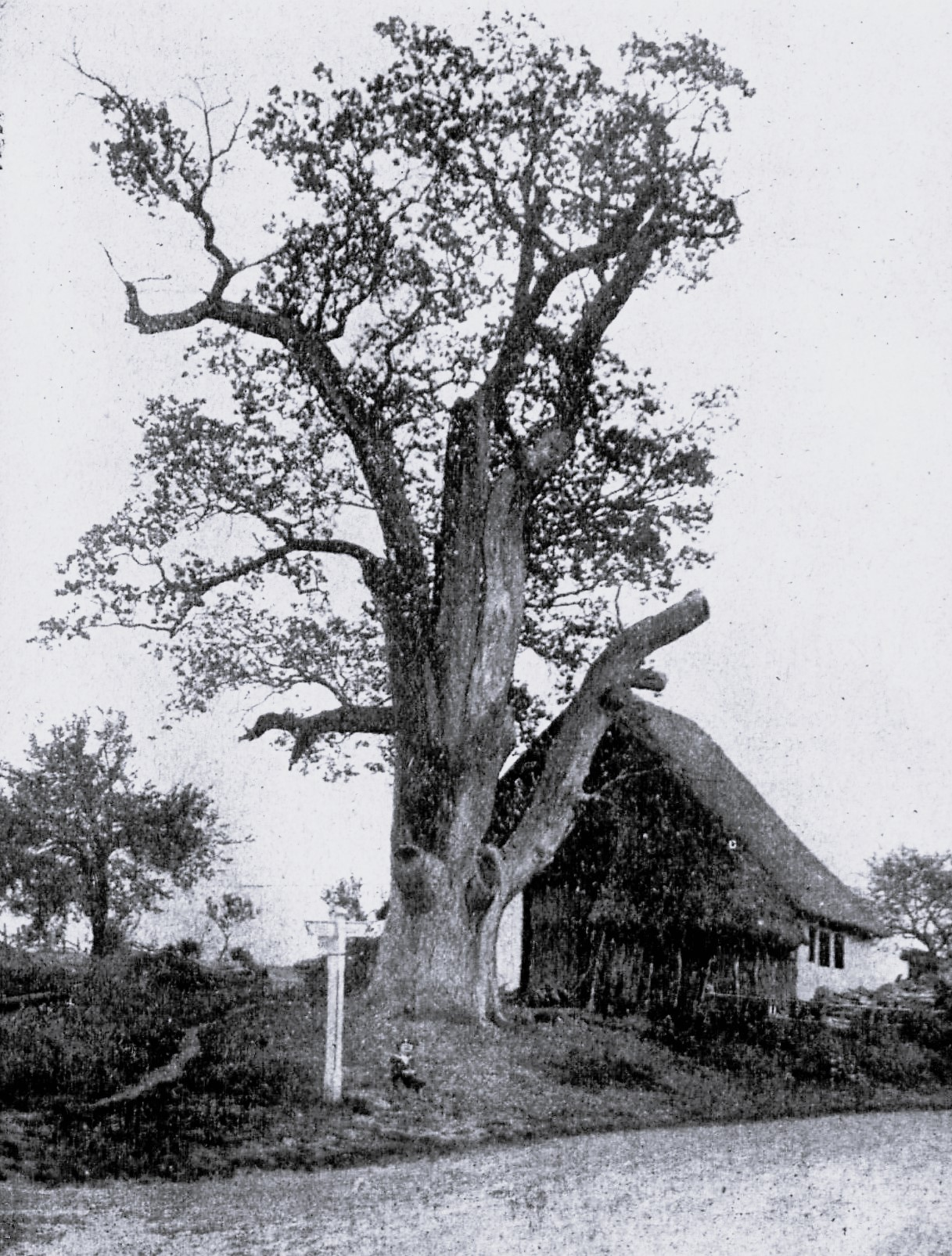
Vieux chêne d'Israelsdorf 1892
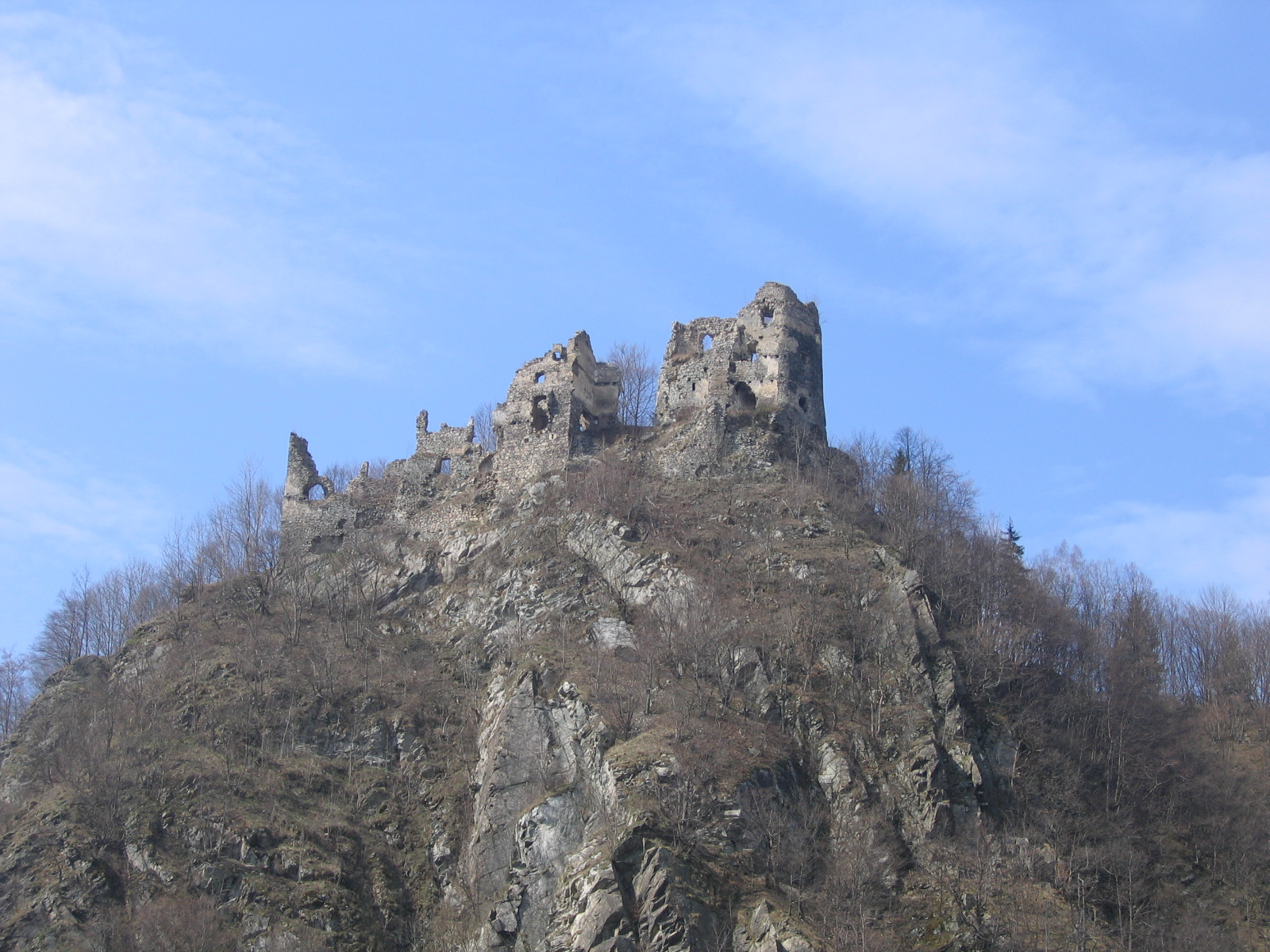
Les ruines du château de Starý hrad comme château délabré d'Orlock à la fin du film

### Technique
Murnau a recouru à des effets spéciaux, tels le stop-motion (comme lorsque Nosferatu sort du bateau) ou l'utilisation de l’image en négatif (lors du trajet de la calèche, quand Hutter se rend au château du comte). Le film est originellement teinté. Le jaune est employé pour signifier le jour et la lumière artificielle ; le vert/bleu, la nuit ; et le rose pour le lever ou le coucher du soleil. Le film ayant été entièrement tourné de jour, ces couleurs donnent un repère visuel qui complète les indices contextuels (présence de bougies ou de lampes allumées ; indications dans les intertitres).

### Musique
La partition de Hans Erdmann étant réputée perdue dans son état d'origine, elle est reconstituée par le musicologue berlinois Berndt Heller et interprétée par un orchestre de chambre pour la première fois le 20 février 1984 au festival de Berlin à l'occasion de la présentation de la copie restaurée sous la supervision de Enno Patalas. La version originale pour orchestre symphonique a, quant à elle, été jouée en février 1987 au Gasteig de Munich par l'Orchestre symphonique de Munich sous la direction de Heller, en accompagnement d'une nouvelle version teintée.
C'est cette partition, complétée des dernières découvertes de la musicologue Gillian B. Anderson à la bibliothèque du Congrès en 1994 et interprétée par l'Orchestre symphonique de la radio de Sarrebruck, toujours sous la direction de Berndt Heller, qui accompagne la version restaurée de 2005.
En dehors de la partition de Hans Erdmann, d'autres compositeurs ont proposé une musique originale au film de Murnau :
- Peter Schirrmann pour la diffusion de 1969 sur l'ARD[19];
- Hans Posegga pour la diffusion de 1988 sur la ZDF[20] ;
- Art Zoyd (Thierry Zaboitzeff et Gérard Hourbette) en 1989 ;
- Galeshka Moravioff en 1994[21] ;
- Hans Peter Müller-Kieling en 1995[22] ;
- James Bernard en 1996 pour la diffusion de 1997 sur Channel 4[23] ;
- Baudime Jam en 2002 pour le Quatuor Prima Vista ;
- Olav Lervik en 2022 pour la copie diffusée par arte ;
- Christopher Young en 2023 pour le Tonhalle-Orchester Zürich[24].

## Accueil
En 1929, à l'occasion d’une ressortie parisienne du film, invisible depuis 1922, les surréalistes s’y rendent en « grande cérémonie ». Georges Sadoul déclare : 

« Pendant quelques semaines, nous nous sommes répété, comme une expression pure de la beauté convulsive, ce sous-titre français : Passé le pont, les fantômes vinrent à sa rencontre. »

Cette courte phrase est due au traducteur inconnu de la version française, le carton original allemand signifiant moins poétiquement : « Dès qu’il eut franchi le pont, Hutter fut assailli par les inquiétantes visions dont il m’a souvent parlé. »  Ce carton, « le plus célèbre du cinéma mondial », a inspiré de nombreux commentaires, notamment sur sa portée prophétique et comme parabole sur le cinéma.
Nosferatu est, selon Jacques Lourcelles, 

« l'un des cinq ou six films essentiels de l’histoire du cinéma, et sans doute le film muet capital. […] Film aux multiples aspects, Nosferatu est avant tout un poème métaphysique dans lequel les forces de la mort ont vocation – une vocation inexorable – d’attirer à elles, d’aspirer, d’absorber les forces de vie. »

## Style

### L’expressionnisme allemand
Nosferatu est un film typique de l’expressionnisme allemand avec ses nombreuses scènes mémorables comme l’ombre de Nosferatu aperçu sur le mur dans les marches. L’expressionnisme allemand est caractérisé par « la distorsion des objets et des corps, l’expression du visage comme un dérangement, un désordre. » Par exemple, cette distorsion peut être observée dans les yeux grands ouvert d’Ellen, les visages des paysans dans l’auberge où Hutter réside avant d’arriver au château du comte Orlock ainsi que le physique de Nosferatu. Ce physique est unique et facilement reconnaissable avec ses oreilles pointues, ses dents de rat, ses gros sourcils, son long nez et son corps squelettique aux épaules courbées. « De même dans les films expressionnistes, le jeu des acteurs est caractérisé par des gestes abrupts, des rictus du visage, des mouvements décomposés des mains et des doigts recroquevillés.» Le rictus du visage peut être notamment observé chez le personnage de Renfield avec ses nombreuses expressions faciales lorsqu’il lit le message envoyé par le comte Orlock.
La confusion et l’ambiguïté sont deux effets recherchés chez les spectateurs de ce film. Il y a le combat des différents narrateurs de l’histoire qui, chacun, change la direction du déroulement de l’histoire, ce qui a comme résultat de créer de la confusion. Les nombreux «jump-cuts», notamment lors du trajet que Hutter effectue pour se rendre au château ou les sauts d’un personnage à un autre, sont parfois trop compliqués à suivre. Un élément contradictoire de l’histoire est la perception d’Ellen envers Nosferatu. Cette dernière «semble avoir besoin et refuser la sexualité/Nosferatu». La fin aussi peut être perçue comme ambiguë puisque certains vont l’interpréter avec une vue du courant romantique ou de l’expressionisme. Celle provenant du romantisme voit le sacrifice héroïque d’Ellen, fin typique de ce courant, et la fin de l’existence d’Ellen et d’Orlock. Cependant, ceux ayant une vision expressionniste remarquent l’effondrement du château et se questionnent sur sa signification : «est-ce que la destruction du château signifie la fin de la peste pour Wisburg ou est-ce que la ruine symbolise plutôt la destruction de leur [Hutter et Ellen] mariage?»
L’ombre et les contrastes sont d’autres éléments de mise en scène cruciaux de Nosferatu. L’ombrage de Nosferatu dans les marches est un exemple de ce concept, qui insinue «une force qui peut passer par-dessus et envelopper les objets et les personnes, mais qui ne peut pas être touchée.» Il est aussi possible d’apercevoir un contraste dans les couleurs (noir et blanc) utilisées notamment lors du premier contact entre le comte Orlock et Hutter. Orlock est habillé en noir avec un visage très pâle, tandis que Hutter est habillé en blanc avec un foulard et un collet noir. Un autre contraste, de personnalité cette fois-ci, survient entre Ellen, qui est sceptique et pessimiste, et Hutter, qui est naïf et très optimiste.

## Thèmes

### Le mal
Bien que son rattachement à l’expressionnisme allemand soit contesté, Nosferatu le vampire est généralement considéré comme appartenant à ce courant qui « met en scène le mal, qui prend le mal pour objet ». Mais le mal ne se réduit pas seulement au vampire ; il est partout. Ce qui fait dire à Eric Dufour que : « dans Nosferatu, le mal, c’est le château, c’est le bateau, ce sont les rats qui envahissent la ville et la peste qui se répand ».

### La nature
D’après Emmanuel Siety : «[le] vampirisme, tout en s'incarnant dans la figure de Nosferatu, appartient de plein droit à la nature ».

### L'étranger
Dans De Caligari à Hitler, Siegfried Kracauer se questionne sur la place de la psychologie nationale de l’entre-deux-guerres sur la cinématographie allemande. Il déclare ainsi que dans un contexte marqué par la défaite de 1918 et d'instabilité institutionnelle, il est révélateur que l’imagination allemande produise tant de tyrans “assoiffés de sang” comme Caligari, Mabuse ou Nosferatu.
Marie Mulvey Roberts, s’interroge sur le rapprochement qui peut être fait entre le personnage de Nosferatu et la représentation des Juifs véhiculée par l’antisémitisme en Allemagne dans les années 1920. Les juifs étaient dépeints « comme des suceurs de sang porteurs de maladies allant de la peste à la syphilis ». Sur le plan physionomique également, la professeur de littérature anglaise fait le rapprochement : le nez crochu, typique des caricatures antisémites, mais aussi les qualificatifs associés aux rongeurs attribués à Orlock (doigts griffus, dents pointues…). Selon elle, la rencontre entre le vampire et Ellen incarnerait la hantise des relations interraciales.

### Le désir sexuel
Dans Nosferatu les avis divergent pourtant sur la symbolique cachée derrière la relation entre Ellen et le comte. Si certains voient dans la morsure une métaphore du viol, d’autres considèrent au contraire qu’Ellen désire également le comte avec qui elle entretient un lien télépathique. Pour Stéphane du Mesnildot, « Il [le vampire] va forcer la société victorienne, il va s’emparer des femmes, il va se faire désirer par ces femmes qui vont lui ouvrir leurs fenêtres la nuit ». Robin Wood observe que nombre des films du cinéaste relatent l'irruption au sein d'un couple hétérosexuel du mal, matérialisé par le méchant qui incarne pourtant la dimension érotique. Murnau était homosexuel, ce qui fait dire à Robin Wood : « Aussi belle que soit l'image idéalisée du mariage, on ne peut échapper au sentiment qu'en reléguant la Femme de la Ville (et avant elle Nosferatu) à la nuit et aux marais, Murnau avilissait ses propres énergies sexuelles, qui étaient écrasées sous le fardeau de l'idéologie sexuelle dominante.»

### La femme
Dans Dracula de Stoker, Mina, qui est l’équivalent d’Ellen dans Nosferatu, n’a pas un grand rôle dans la fin et agit plutôt en tant que victime. Murnau a changé cette fin en accordant un plus grand rôle à Ellen, qui devient «le seul personnage capable d’intégrer les parties du conscient et de l’inconscient du Soi.» De plus, elle est le seul personnage à savoir tout sur le vampire grâce au livre et aux images de ses rêves, ce qui lui permet de prendre la décision de se sacrifier pour le bien de la société. « Cette fin, cependant, est problématique pour plusieurs critiques puisque Mina [Ellen] ne semble pas bénéficier de la destruction du vampire.» Également, les éléments positifs de son sacrifice sont annulés puisqu’elle ne s'est pas fait séduite par Nosferatu, ce qui peut signifier qu’elle a été violée, et que nous ne savons pas si son sacrifice a bel et bien sauvé la communauté.

### De l’antisémitisme
Le Dracula de Stoker est reconnu pour être antisémite, alors ce n’est pas surprenant que Nosferatu ait aussi de ces traits. Il est possible de retrouver plusieurs traits physiques stéréotypés des Juifs chez le comte Orlock, avec « des yeux globuleux, une démarche problématique, et un long nez courbé ». De plus, il est possible de voir l’étoile de David et des écritures en hébreu dans la lettre que lit Knock au début du film. Lors du déplacement en bateau du comte Orlock, on voit ce dernier parmi des cercueils remplis de terre, ce qui peut être lié à une critique souvent faite aux Juifs étant qu’ils veulent garder leurs racines. Également, il apporte avec lui la peste, une épidémie dont les Juifs sont parfois blâmés. Cet antisémitisme semble non intentionnel, pour la raison que la personne ayant écrit le manuscrit de Nosferatu, Henrik Galeen, était Juif, de même que certains acteurs. Cependant, un film comme Nosferatu, avec la signification xénophobe qui est liée au vampire, ne peut qu’aider à renforcer les pensées et stéréotypes préexistants d’une population encore fragile dû à la fin de la guerre précédente.[style à revoir]

## Procès pour plagiat
Directement adapté du Dracula de Bram Stoker, les libertés apportées au scénario ne parvinrent cependant pas à empêcher le procès intenté par Florence Stoker, la veuve de l'auteur, contre Prana Film (entre 1922 et 1925). En juillet 1925, les copies et les négatifs sont détruits. En octobre 1925, alors que la British Film Society demande à Florence Stoker de patronner un festival de cinéma à Londres, celle-ci apprend avec stupeur que Nosferatu fait partie des films programmés. Elle engage par conséquent un nouveau procès destiné à défendre ses droits sur l'œuvre de son défunt mari.
En 1928, Universal Pictures acquiert les droits du roman Dracula et les adaptations cinématographiques. Sur demande de Florence Stoker, la copie est expédiée aux États-Unis par la British Film Society pour y être détruite (1929).
En 1937, après la mort de Florence Stoker, apparaissent des copies cachées (Allemagne, États-Unis, Angleterre). On assiste en 1960 puis en 1972 à une diffusion en salles de ces copies cachées. En 1984, l'œuvre intégrale est restaurée,.

## Restauration
La version originale teintée de 1 967 m a subi de nombreuses coupes et dégradations dès les années qui ont suivi sa sortie, en raison notamment de la substitution par chaque distributeur des intertitres allemands par des cartons dans la langue de leur pays. Le film a ainsi été principalement exploité dans une version noir et blanc d'environ 1 562 m.
Une première restauration a été entreprise en 1981 à l'initiative du Filmmuseum München sous la supervision d'Enno Patalas, à partir de copies partielles noir et blanc, notamment la seconde version française (sortie à Paris le 24 février 1928) détenue par la Cinémathèque suisse et une version sonore non autorisée par Murnau, agrémentée de scènes supplémentaires par le producteur Waldemar Roger (de) et sortie le 16 mai 1930 à Vienne sous le titre Die Zwölfte Stunde (« La Douzième Heure »), conservée par la Cinémathèque française. Les intertitres ont été reconstitués d'après une copie de la Staatliches Filmarchiv (de) de RDA. Cette version de 1 733 m (env. 80 min) a été présentée le 5 juin 1981 à la Cinémathèque française.
Une copie teintée à l'aide de filtres, dans l'esprit de la version originale, est projetée pour la première fois au festival de Berlin le 20 février 1984, accompagnée par la musique d'Erdmann,.
En 1985, le spécialiste de Murnau Luciano Berriatúa, de la Filmoteca Española, découvre une copie teintée de la première version française dans les archives de la Cinémathèque française. Dégradée et lacunaire, elle sert néanmoins de modèle à une nouvelle copie teintée conforme aux souhaits de Murnau. Cette version de 1 910 m (env. 92 min) est projetée pour la première fois du 1er au 5 février 1987 à la salle Carl-Orff du Gasteig de Munich, toujours accompagnée par la musique d'Erdmann. Elle est diffusée pour la première fois à la télévision le 29 décembre 1988 sur la ZDF à l'occasion du centenaire de la naissance de Friedrich Wilhelm Murnau mais avec une nouvelle partition de Hans Posegga.
En 1994, dans le cadre du « projet Lumière » soutenu par la Communauté européenne, la Cineteca de Bologne entreprend un nouveau travail de restauration sous la supervision de Luciano Berriatúa, à partir d'un négatif de la première version teintée de la Cinémathèque française, complété par deux copies nitrates de première génération, d'un négatif de la seconde version et d'un positif de la version de 1930, une copie positive teintée étant finalement tirée selon le procédé mis au point par Noël Desmet de la Cinémathèque royale de Belgique. Cette version, enrichie d'une trentaine de plans sur les 522 (soit plus de 400 m de pellicule), est présentée en 1995 au festival de Cannes, au festival Il Cinema ritrovato de Bologne et au London Film Festival,.
En 2005, Transit Film, la Fondation Friedrich Wilhelm Murnau et le Filmarchiv des Bundesarchivs financent la numérisation complète du film confiée au laboratoire L'Immagine Ritrovata de Bologne toujours sous la supervision de Luciano Berriatúa. La base principale de cette ultime restauration est la copie nitrate avec intertitres français de 1922 conservée par la Cinémathèque française, complétée par un contretype de 1939 d'une copie tchèque des années 1920 et de la version de 1930 de la Cinémathèque française. La plupart des intertitres et inserts allemands sont issus d'un contretype de 1962 détenu par le Bundesarchiv/Filmarchiv, les manquants ayant été reconstitués par la société berlinoise Trickwilk dans le respect de la typographie originale,.

## Sorties vidéo
- 21 juillet 1998 : Image Entertainment (États-Unis), 80 min (18 i/s), musique de Timothy Howard (orgue), intertitres anglais, copie teintée non originale (transfert du laserdic de 1991)
- 22 février 2000 : Elite Entertainment (États-Unis), 64 min (24 i/s), musique de Peter Schirmann, intertitres anglais, copie noir et blanc
- 2 janvier 2001 : Image Entertainment (États-Unis), 80 min (18 i/s), musiques de Timothy Howard (orgue)/The Silent Orchestra, intertitres anglais, copie teintée non originale (remasterisation du DVD de 1998)
- 22 janvier 2001 : Eureka Video (Royaume-Uni), 92 min (18 i/s), musique d'Art Zoyd, intertitres anglais, copies sépia + noir et blanc (restauration de 1981)

### Restauration de 1995
- 23 novembre 1999 : Film sans frontières (France), 92 min (18 i/s), musique de Galeshka Moravioff, intertitres allemands, copie teintée (restauration de 1995) + 60 min (24 i/s), musique de Galeshka Moravioff, intertitres français, copie noir et blanc (version Atlas années 1950)
- 21 janvier 2002 : British Film Institute (Royaume-Uni), 92 min (18 i/s), musique de James Bernard, intertitres allemands, copie teintée
- 24 septembre 2002 : Kino Video (États-Unis), 93 min (18 i/s), musiques d'Art Zoyd/Donald Sosin, intertitres anglais, copie teintée

### Restauration de 2005
- 24 octobre 2007 : MK2 (France), 94 min (18 i/s), musique d'Hans Erdmann, intertitres allemands, copie teintée
- 19 novembre 2007 : Eureka Entertainment (Royaume-Uni), 93 min (18 i/s), musique d'Hans Erdmann, intertitres allemands, copie teintée
- 20 novembre 2007 : Kino Video (États-Unis), 93 min (18 i/s), musique d'Hans Erdmann, intertitres allemands/anglais, copie teintée

Sources,,

## Remakes et influences

### Directement
- En 1979, Nosferatu a fait l'objet d'un remake spécifique, Nosferatu, fantôme de la nuit de Werner Herzog avec Klaus Kinski, Isabelle Adjani et Bruno Ganz.
- Robert Eggers l'adapte à son tour dans Nosferatu en 2024.

### Indirectement
- Le réalisateur Tobe Hooper s'est inspiré de l’aspect du vampire de Murnau pour le monstre de son film, Les Vampires de Salem, sorti en 1979 et basé sur un roman de Stephen King.
- Quasiment tous les films de Tim Burton font une référence plus ou moins explicite à ce film : scène finale de la fenêtre dans Edward aux mains d'argent, nom du « méchant » dans Batman, le défi (Max Schreck, qui jouait le comte Orlock dans le film de Murnau)…
- En 2000, E. Elias Merhige réalise une adaptation romancée du tournage du film intitulée L'Ombre du vampire (Shadow of the Vampire). Il reprend notamment la légende selon laquelle l'acteur incarnant le comte Orlock, Max Schreck, était un authentique vampire.